# Kanifing (district)
Kanifing est un district de la division du Greater Banjul en Gambie. Situé à l'ouest de la capitale, Banjul, il englobe notamment la ville la plus peuplée du pays, Serrekunda.

## Source de la traduction
- (en) Cet article est partiellement ou en totalité issu de l’article de Wikipédia en anglais intitulé « Kanifing District » (voir la liste des auteurs).